# 奥斯莱尼·格雷罗
奥斯莱尼·格雷罗（Osleni Guerrero，1989年10月18日—），古巴男子羽毛球運動員。

## 簡歷
2013年8月，奥斯莱尼·格雷罗參加中國廣州舉行的世界羽毛球錦標賽，出戰男子單打項目，在首圈就以0比2（14-21、21-23）負於西班牙的巴勃罗·阿维安出局。
2014年8月，格雷罗參加丹麥哥本哈根舉行的世界羽毛球錦標賽，出戰男子單打項目，首圈就以0比2（13-21、15-21）負於15號種子、日本的佐佐木翔出局。
2015年8月，格雷罗參加印尼雅加達舉行的世界羽毛球錦標賽，出戰男子單打項目，首圈就以0比2（16-21、13-21）不敵12號種子、德國的马克·茨维布勒出局。

## 主要比賽成績
只列出曾進入準決賽的國際賽事成績：
| 年份   | 賽事                       | 公開賽級別 | 項目     | 拍檔                          | 成績   |
| ------ | -------------------------- | ---------- | -------- | ----------------------------- | ------ |
| 2007年 | 泛美洲青年羽毛球錦標賽     | 其他       | 男子單打 | －                            | 冠軍   |
| 2009年 | 吉拉爾迪拉羽毛球賽         | 未來系列賽 | 男子雙打 | Alexander Hernandez           | 準決賽 |
| 2009年 | 吉拉爾迪拉羽毛球賽         | 未來系列賽 | 混合雙打 | 索兰赫尔·古斯曼               | 亞軍   |
| 2009年 | 秘魯羽毛球國際賽           | 國際系列賽 | 男子單打 | －                            | 亞軍   |
| 2010年 | 墨西哥羽毛球國際賽         | 未來系列賽 | 男子單打 | －                            | 冠軍   |
| 2011年 | 泛美運動會羽毛球比賽       | 其他       | 男子單打 | －                            | 銀牌   |
| 2012年 | 秘魯羽毛球國際賽           | 國際挑戰賽 | 男子單打 | －                            | 亞軍   |
| 2012年 | 泛美洲羽毛球錦標賽         | 其他       | 男子單打 | －                            | 亞軍   |
| 2012年 | 蘇利南羽毛球國際賽         | 國際系列賽 | 男子單打 | －                            | 亞軍   |
| 2013年 | 吉拉爾迪拉羽毛球賽         | 國際系列賽 | 男子單打 | －                            | 冠軍   |
| 2013年 | 秘魯羽毛球國際賽           | 國際挑戰賽 | 男子單打 | －                            | 冠軍   |
| 2013年 | 危地馬拉羽毛球國際賽       | 國際系列賽 | 男子單打 | －                            | 亞軍   |
| 2013年 | 巴西羽毛球國際賽           | 國際挑戰賽 | 男子單打 | －                            | 亞軍   |
| 2013年 | 巴西羽毛球國際賽           | 國際挑戰賽 | 男子雙打 | Filipe Toledo                 | 準決賽 |
| 2013年 | 泛美洲羽毛球錦標賽         | 其他       | 男子單打 | －                            | 冠軍   |
| 2013年 | 聖多明哥羽毛球公開賽       | 國際系列賽 | 男子單打 | －                            | 冠軍   |
| 2013年 | 蘇利南羽毛球國際賽         | 國際系列賽 | 男子單打 | －                            | 冠軍   |
| 2013年 | 墨西哥羽毛球國際賽         | 國際系列賽 | 男子單打 | －                            | 冠軍   |
| 2014年 | 吉拉爾迪拉羽毛球賽         | 國際系列賽 | 男子單打 | －                            | 準決賽 |
| 2014年 | 吉拉爾迪拉羽毛球賽         | 國際系列賽 | 混合雙打 | 塔希玛拉·奥罗佩萨             | 冠軍   |
| 2014年 | 秘魯羽毛球國際賽           | 國際挑戰賽 | 男子單打 | －                            | 冠軍   |
| 2014年 | 巴西羽毛球大獎賽           | 大獎賽     | 男子單打 | －                            | 準決賽 |
| 2014年 | 泛美洲羽毛球錦標賽         | 其他       | 男子單打 | －                            | 冠軍   |
| 2014年 | 巴西羽毛球國際賽           | 國際挑戰賽 | 男子單打 | －                            | 亞軍   |
| 2014年 | 蘇利南羽毛球國際賽         | 國際系列賽 | 男子單打 | －                            | 冠軍   |
| 2014年 | 聖多明哥羽毛球公開賽       | 國際系列賽 | 男子單打 | －                            | 亞軍   |
| 2015年 | 吉拉爾迪拉羽毛球賽         | 國際系列賽 | 男子單打 | －                            | 冠軍   |
| 2015年 | 智利羽毛球國際賽           | 國際系列賽 | 男子單打 | －                            | 冠軍   |
| 2015年 | 千里達及托巴哥羽毛球國際賽 | 國際系列賽 | 男子單打 | －                            | 準決賽 |
| 2015年 | 泛美運動會羽毛球比賽       | 其他       | 男子單打 | －                            | 銅牌   |
| 2015年 | 墨西哥羽毛球國際賽         | 國際系列賽 | 男子單打 | －                            | 亞軍   |
| 2015年 | 蘇利南羽毛球國際賽         | 國際系列賽 | 男子單打 | －                            | 冠軍   |
| 2016年 | 牙買加羽毛球國際賽         | 國際系列賽 | 男子單打 | －                            | 準決賽 |
| 2016年 | 吉拉爾迪拉羽毛球賽         | 國際系列賽 | 男子單打 | －                            | 冠軍   |
| 2016年 | 智利羽毛球國際賽           | 國際系列賽 | 男子單打 | －                            | 冠軍   |
| 2017年 | 吉拉爾迪拉羽毛球賽         | 國際系列賽 | 男子單打 | －                            | 冠軍   |
| 2017年 | 吉拉爾迪拉羽毛球賽         | 國際系列賽 | 男子雙打 | 利奥丹尼斯·马丁内斯           | 冠軍   |
| 2017年 | 泛美洲羽毛球錦標賽         | 其他       | 男子單打 | －                            | 亞軍   |
| 2017年 | 墨西哥羽毛球國際賽         | 國際系列賽 | 男子雙打 | 利奥丹尼斯·马丁内斯           | 準決賽 |
| 2017年 | 危地馬拉羽毛球國際系列賽   | 國際系列賽 | 男子單打 | －                            | 準決賽 |
| 2017年 | 聖多明哥羽毛球公開賽       | 國際系列賽 | 男子單打 | －                            | 冠軍   |
| 2017年 | 聖多明哥羽毛球公開賽       | 國際系列賽 | 男子雙打 | 利奥丹尼斯·马丁内斯           | 冠軍   |
| 2017年 | 聖多明哥羽毛球公開賽       | 國際系列賽 | 混合雙打 | 阿德里安娜·阿蒂斯·阿托里      | 亞軍   |
| 2017年 | 蘇利南羽毛球國際賽         | 國際系列賽 | 男子單打 | －                            | 亞軍   |
| 2017年 | 蘇利南羽毛球國際賽         | 國際系列賽 | 男子雙打 | 利奥丹尼斯·马丁内斯           | 準決賽 |
| 2018年 | 牙買加羽毛球國際賽         | 國際系列賽 | 男子單打 | －                            | 準決賽 |
| 2018年 | 牙買加羽毛球國際賽         | 國際系列賽 | 混合雙打 | 耶利·马里·奥尔蒂斯·罗德里格斯 | 冠軍   |
| 2018年 | 吉拉爾迪拉羽毛球賽         | 未來系列賽 | 男子雙打 | 利奧丹尼斯·馬丁內斯·帕拉西奥  | 冠軍   |
| 2018年 | 吉拉爾迪拉羽毛球賽         | 未來系列賽 | 混合雙打 | 阿德里安娜·阿蒂斯·阿托里      | 冠軍   |
| 2018年 | 泛美洲羽毛球錦標賽         | 其他       | 男子單打 | －                            | 季軍   |
| 2018年 | 秘魯羽毛球國際賽           | 國際系列賽 | 男子單打 | －                            | 亞軍   |
| 2018年 | 秘魯羽毛球國際賽           | 國際系列賽 | 男子雙打 | 利奧丹尼斯·馬丁內斯·帕拉西奥  | 準決賽 |
| 2018年 | 墨西哥羽毛球國際賽         | 國際系列賽 | 男子單打 | －                            | 準決賽 |
| 2018年 | 危地馬拉羽毛球國際系列賽   | 國際系列賽 | 男子單打 | －                            | 準決賽 |
| 2018年 | 危地馬拉羽毛球國際系列賽   | 國際系列賽 | 男子雙打 | 利奧丹尼斯·馬丁內斯·帕拉西奥  | 亞軍   |
| 2018年 | 聖多明哥羽毛球公開賽       | 國際系列賽 | 男子單打 | －                            | 冠軍   |
| 2018年 | 聖多明哥羽毛球公開賽       | 國際系列賽 | 男子雙打 | 利奧丹尼斯·馬丁內斯·帕拉西奥  | 準決賽 |
| 2019年 | 泛美洲羽毛球錦標賽         | 其他       | 男子單打 | －                            | 冠軍   |
| 2019年 | 泛美洲羽毛球錦標賽         | 其他       | 男子雙打 | 利奧丹尼斯·馬丁內斯·帕拉西奥  | 亞軍   |
| 2019年 | 秘魯羽毛球未來系列賽       | 未來系列賽 | 男子雙打 | 利奧丹尼斯·馬丁內斯·帕拉西奥  | 冠軍   |
| 2019年 | 秘魯羽毛球未來系列賽       | 未來系列賽 | 混合雙打 | 塔希瑪拉·奧羅佩薩·普波        | 亞軍   |
| 2019年 | 墨西哥羽毛球未來系列賽     | 未來系列賽 | 男子單打 | －                            | 冠軍   |
| 2019年 | 墨西哥羽毛球未來系列賽     | 未來系列賽 | 男子雙打 | 利奧丹尼斯·馬丁內斯·帕拉西奥  | 冠軍   |
| 2019年 | 墨西哥羽毛球未來系列賽     | 未來系列賽 | 混合雙打 | 塔希瑪拉·奧羅佩薩·普波        | 冠軍   |
| 2019年 | 泛美運動會羽毛球比賽       | 其他       | 男子雙打 | 利奥丹尼斯·马丁内斯·帕拉西奥  | 銅牌   |
| 2019年 | 聖多明哥羽毛球公開賽       | 國際系列賽 | 男子單打 | －                            | 準決賽 |
| 2019年 | 聖多明哥羽毛球公開賽       | 國際系列賽 | 男子雙打 | 利奧丹尼斯·馬丁內斯·帕拉西奥  | 冠軍   |
| 2022年 | 聖多明哥羽毛球公開賽       | 國際系列賽 | 男子雙打 | 利奥丹尼斯·马丁内斯·帕拉西奥  | 亞軍   |
| 2022年 | 聖多明哥羽毛球公開賽       | 國際系列賽 | 混合雙打 | Thalia Mengana Marrero        | 準決賽 |

| 2007-2017年 | 首要超級賽 | 超級賽 | 黃金大獎賽 | 大獎賽 | 國際挑戰賽 | 國際系列賽 | 未來系列賽 | 其他 |

| 2018-2026年 | 總決賽 | 超級1000賽 | 超級750賽 | 超級500賽 | 超級300賽 | 超級100賽 | 國際挑戰賽 | 國際系列賽 | 未來系列賽 | 其他 |

### 奧運會和世錦賽參賽紀錄
|          | 2013 | 2014 | 2015 | 2016       |
| -------- | ---- | ---- | ---- | ---------- |
| 男子單打 | 64強 | 64強 | 64強 | 小組第二名 |